# Eva Serman
Eva Serman (* 1937 in Keszthely) ist eine ungarisch-schweizerische Pianistin.

## Leben
Eva Serman studierte Musik in Budapest sowie Klavier (Diplom) bei Hubert Harry und Kammermusik bei Rudolf Baumgartner. Serman war von 1963 bis 2003 Dozentin am Konservatorium und Lehrerseminar Luzern. Zu ihren Schülern gehören John Wolf Brennan, John Palmer und Yvonne Lang. Als Pianistin spielte sie u. a. bei den Internationalen Musikfestwochen Luzern IMF. Eine Vorliebe gilt der Historischen Aufführungspraxis.  Seit 1958 lebt sie in Luzern. 